# Metauros
Metauros o Metauria (in greco antico: Μέταυρος?, in latino Matauros) fu un'antica città di origine magno-greca, situata sulla riva destra del fiume Metauro (oggi Petrace) nell'attuale centro di Gioia Tauro, in Calabria, Italia. 
Le sue rovine sono state localizzate nel territorio di Gioia Tauro. Fondata nel VII secolo a.C dalla colonia Zancle (Messina), Metauros fu una colonia della Magna Grecia e divenne presto un importante centro commerciale e culturale nella regione.
Nel 1863, Gioja cambiò nome aggiungendo il Tauro (in ricordo di Metauros) all'omonimo nome, e divenne "Gioia Tauro", per ricordare l'antica colonia greca da cui ha tratto le origini.

## Storia

### Le origini
Le origini di Metauros sono oggetto di dibattito tra gli studiosi. Secondo alcune teorie, la città potrebbe essere stata una sub-colonia di Zancle (l'attuale Messina) o una colonia fondata in collaborazione tra Rhegion e Zancle, che in seguito passò sotto l'influenza di Locri. Altri ritengono che Metauros sia stata fondata direttamente dai locresi.
Durante il periodo magno-greco, Metauros svolse un ruolo importante all'interno delle colonie greche della Magna Grecia. La città prosperò grazie ai suoi commerci, alle attività artigianali e alla sua posizione strategica lungo le rotte marittime. I coloni greci di Metauros importavano prodotti artigianali da Atene, come bronzi, ceramiche e tessuti, per poi commercializzarli nelle regioni circostanti. In cambio, inviavano cereali e altri prodotti locali verso la madrepatria.
La città di Metauros si sviluppò rapidamente, diventando un importante centro culturale e artistico. Durante il V secolo a.C., le città della Magna Grecia, in particolare quelle lungo il versante tirrenico, formarono una comunità omogenea, caratterizzata da intense attività commerciali, produzioni artigianali di qualità e una vivace vita culturale.
Tuttavia, Metauros e le città circostanti dovettero affrontare le incursioni e le pressioni dei popoli italici dell'entroterra, come i Lucani. Nonostante ciò, la città mantenne una certa prosperità e continuò a essere un importante centro urbano della regione.
Nel corso dei secoli, Metauros subì diversi cambiamenti e trasformazioni. I reperti archeologici rinvenuti nella zona testimoniano l'esistenza di una necropoli, con tombe che risalgono all'epoca ellenistico-romana. Le scoperte archeologiche comprendono anfore, coppe, lucerne, vasi di diversi stili e provenienze, tra cui pezzi punici ed etruschi che offrono informazioni preziose sui commerci tra Metauros e altre città del Mediterraneo.
Nel 386 a.C., Dionisio conquistò Reggio come rappresaglia per l'offesa subita quando i Reggini, disprezzando la sua richiesta di sposare una nobile ragazza della città, gli inviarono la figlia dell'esecutore. Lui si alleò con Locri, dove sposò Doride, e con i Lucani conquistò l'intera area del Bruzio. Tuttavia, Metauros, città di confine, non fu distrutta.

### La romanizzazione
Nel periodo compreso tra il 445 e il 400 a.C., Metauros subì invasioni e devastazioni da parte dei Bruzii e dei Bretti, un gruppo che si era staccato dai Lucani. La sua vulnerabilità a continui attacchi ne fece una delle città più colpite di questa regione.
Tuttavia, la storia di Metauros prese una svolta significativa quando, nell'agosto del 1986, furono scoperte le rovine di una fortezza risalente al V secolo a.C. sui Piani della Corona nei pressi di Bagnara. Questa scoperta archeologica ha gettato nuova luce sulla presenza e sull'importanza della città in un'epoca antica.
Nel 406 a.C., la città vide l'ascesa al potere di Dionisio il Vecchio, noto anche come il Grande. Questo leader, sostenuto dai ceti popolari, si impegnò prima di tutto a consolidare il proprio dominio sulla Sicilia orientale. Iniziò anche una campagna per allontanare i Cartaginesi dall'attuale regione. La pace con Cartagine del 392 a.C., che garantì a Dionisio il controllo di città come Selinunte ed Himera, non fermò la sua ambizione di espandersi nella Magna Grecia.
Nel 386 a.C., Dionisio il Vecchio riuscì a conquistare Reggio. Questo fu causato da un affronto subito quando richiese in sposa una nobile ragazza della città e ricevette in cambio la figlia del boia con disprezzo. Dionisio stabilì un'alleanza con Locri, dove sposò Doride, e con i Lucani, conquistando l'intera regione del Bruzio. Tuttavia, Metauros, anche se situata al confine, non subì la stessa sorte di distruzione delle altre città.
Nel periodo confuso delle successioni tra Dionisio il Grande, suo figlio Dionisio il Giovane, e i tentativi di conquista della Magna Grecia da parte di figure come Archidamo, re di Sparta, nel 341 a.C., seguito dal suo successore Alessandro il Molosso, re dell'Epiro, nel 333 a.C., iniziò a emergere il nome di Roma nei conflitti della Magna Grecia.
I Romani, già presenti nel Sannio, non erano inizialmente interessati alla conquista delle città greche e avevano una politica di non interferenza. Tuttavia, nel 282 a.C., la città di Thurii, minacciata dai Lucani, si rivolse a Roma per aiuto, e i Romani intervennero con successo, respingendo i Lucani e stabilendo guarnigioni a Metauria (non più Metauros) Thurii, Reggio, Locri, Ipponio (Vibo Valentia) e Kroton (Crotone).
Nel 280 a.C., Pirro, re dell'Epiro, sbarcò a Taranto, e la Magna Grecia si alleò con lui, sperando che avrebbe lasciato la penisola italica in caso di vittoria contro Roma. Tuttavia, nonostante i tentativi di pace, la guerra continuò fino al 278 a.C., quando una flotta cartaginese si presentò ad Ostia a scopo dimostrativo. Questo portò a un nuovo trattato tra Roma e Cartagine, sancendo l'egemonia di Roma in Italia e di Cartagine in Sicilia.
Le successive lotte tra Roma e Cartagine, unite all'espansione romana nella Magna Grecia, durarono più di un secolo e alla fine portarono a una supremazia romana nel Mediterraneo. Nel 265 a.C., scoppiò la prima guerra punica, e l'anno seguente il console Appio Claudio giunse a Rhegium (l'odierna Reggio), mentre la guarnigione cartaginese si ritirava da Messina.
La conquista della Sicilia da parte di Roma fu agevolata dalla diplomazia e dalla propaganda, ma la marina romana era ancora sottosviluppata. Pertanto, si costruirono flotte a Ipponio, Metauria e Rhegium per affrontare le sfide sul mare.
La Seconda Guerra Punica nel 219 a.C. vide Metauria come teatro di scontri significativi tra Annibale e Roma, ma nel 207 a.C., con la morte di Asdrubale, Roma riconquistò la città. In questa occasione, la città sperimentò una maggiore stabilità, che contribuì ad andare avanti.

### La quasi scomparsa della città
Nel 189 d.C., una grave epidemia colpì la città, costringendo la popolazione a cercare rifugio in luoghi più salubri. I cittadini di Metauria si trasferirono verso Taurianum (attuale Taureana di Palmi), un insediamento situato su una leggera altura e lontano dalle zone paludose, come misura di sopravvivenza a causa della diffusione della malattia.
Questo spostamento fu un primo passo verso l'abbandono definitivo di Metauria. Successivamente, nel 166 d.C., un'altra epidemia di pestilenza colpì la regione, accelerando il declino della città. Con il susseguirsi di tali eventi catastrofici e la migrazione della popolazione, Metauria divenne sempre più disabitata e trascurata. La città alla fine perse completamente la sua importanza, contribuendo così al suo scomparire dalla mappa delle città e insediamenti.

### Le invasioni straniere
All'arrivo del periodo convenzionalmente noto come l'inizio del Medioevo, Metauria si trovava ai margini del mondo barbarico, lontana dalla "Nova Roma" (Costantinopoli, oggi Istanbul).
Nel 410 d.C., Alarico, re dei Visigoti, saccheggiò Roma, ma non riuscì a stabilire un insediamento stabile in Italia. Si trasferì quindi verso il meridione, arrivando al Bruzio, ma morì ammalato a Cosenza l'anno seguente. Nel 476 d.C., l'Italia fu consegnata a Odoacre, re degli Eruli, Sciri, Rugi e Turlingi, segnando il declino dell'Impero Romano d'Occidente.
Nella primavera del 568, i Longobardi invasero Metauria, devastandola e costringendo gli abitanti a fuggire nella Piana. Questa terra divenne oggetto di continue minacce da parte dei Saraceni, e Carlo Magno non riconobbe pienamente l'importanza di questa minaccia. Verso la fine del VI secolo e fino all'inizio del primo millennio, la popolazione evitò i resti di Metauria a causa delle incursioni pirata dei Saraceni, che raggiunsero il loro apice nell'883. I sopravvissuti si rifugiarono all'interno, dove fondarono Metaurianova, in seguito conosciuta come Taurianova.
L'occupazione stabile e ben organizzata dei Saraceni ridusse la popolazione locale a una condizione di vassallaggio, mentre la vicina Sicilia, già sotto il controllo degli Arabi, servì da base per le incursioni nella regione e nell'Ausonio (Mar Tirreno). L'anarchia causata dalla disgregazione del ducato longobardo favorì indirettamente i Saraceni, che poterono stanziarsi a Metauria, devastando chiese, monasteri e imponendo pesanti tributi.
Tuttavia, nel 1005, un evento significativo cambiò il corso degli eventi. I Pisani, una potente potenza marinara dell'epoca, dopo il saccheggio di Pisa nel 1004, distrussero la flotta saracena al largo della costa del golfo di Gioia. Questa vittoria determinò l'abbandono da parte dei Saraceni di ogni tentativo di rinnovare gli assalti in Calabria, compresi i territori  Metauria, Reggio Taurianum.

## Archeologia
I reperti archeologici di Metauros sono conservati oggi presso il Museo Metauros, il Museo archeologico nazionale di Reggio Calabria e il Metropolitan Museum of Art di New York. La necropoli di Metauros, situata in contrada Pietra, ha restituito numerosi reperti, soprattutto vasellame e antiche anfore, a testimonianza del ruolo cruciale che la città ha avuto nel commercio nel Mediterraneo.
Il percorso museale propone principalmente materiali provenienti dall'area della necropoli, tra cui aryballoi, alabastra di produzione insulare, vasellame attico a vernice e figure nere, nonché anfore da trasporto di tipo SOS. La collezione documenta anche significative testimonianze di presenze indigene del VII secolo a.C.

## Eredità culturale
I coloni greci di Metauros portarono con sé i loro culti, idee, costumi e dialetti, che lasciarono un'impronta duratura nella regione. La città divenne un importante centro culturale e artistico, contribuendo alla formazione di una vivace vita culturale all'interno delle città della Magna Grecia.